# Live at the Aragon
Live at Aragon – koncertowy album studyjny amerykańskiej grupy muzycznej Mastodon, nagrany podczas koncertu w Aragon Ballroom 17 października 2009. Wydawnictwo ukazało się 15 marca 2009 roku nakładem wytwórni muzycznej Reprise Records.
Album dotarł do 72. miejsca listy Billboard 200 w Stanach Zjednoczonych sprzedając się w nakładzie 7 tys. egzemplarzy w przeciągu tygodnia od dnia premiery.

## Lista utworów
Opracowano na podstawie materiału źródłowego.
| CD - Mastodon: Live At The Aragon | CD - Mastodon: Live At The Aragon | CD - Mastodon: Live At The Aragon |
| Nr                                | Tytuł utworu                      | Długość                           |
| --------------------------------- | --------------------------------- | --------------------------------- |
| 1.                                | „Oblivion”                        | 6:31                              |
| 2.                                | „Divinations”                     | 3:43                              |
| 3.                                | „Quintessence”                    | 5:13                              |
| 4.                                | „The Czar”                        | 10:42                             |
| 5.                                | „Ghost of Karelia”                | 5:24                              |
| 6.                                | „Crack the Skye”                  | 6:07                              |
| 7.                                | „The Last Baron”                  | 15:55                             |
| 8.                                | „Circle of Cysquatch”             | 3:04                              |
| 9.                                | „Aqua Dementia”                   | 4:22                              |
| 10.                               | „Where Strides the Behemoth”      | 2:52                              |
| 11.                               | „Mother Puncher”                  | 4:16                              |
| 12.                               | „The Bit (cover Melvins)”         | 5:31                              |

| DVD - Mastodon: Live At The Aragon | DVD - Mastodon: Live At The Aragon | DVD - Mastodon: Live At The Aragon |
| Nr                                 | Tytuł utworu                       | Długość                            |
| ---------------------------------- | ---------------------------------- | ---------------------------------- |
| 1.                                 | „Oblivion”                         | 6:30                               |
| 2.                                 | „Divinations”                      | 3:39                               |
| 3.                                 | „Quintessence”                     | 5:06                               |
| 4.                                 | „The Czar”                         | 10:49                              |
| 5.                                 | „Ghost Of Karelia”                 | 5:23                               |
| 6.                                 | „Crack The Skye”                   | 6:06                               |
| 7.                                 | „The Last Baron”                   | 15:54                              |
| 8.                                 | „Circle Of Cysquatch”              | 3:35                               |
| 9.                                 | „Aqua Dementia”                    | 3:48                               |
| 10.                                | „Where Strides The Behemoth”       | 2:52                               |
| 11.                                | „Mother Puncher”                   | 4:15                               |
| 12.                                | „The Bit”                          | 5:29                               |
| 13.                                | „Credits”                          | 5:06                               |

| DVD - Crack The Skye: The Movie | DVD - Crack The Skye: The Movie | DVD - Crack The Skye: The Movie |
| Nr                              | Tytuł utworu                    | Długość                         |
| ------------------------------- | ------------------------------- | ------------------------------- |
| 1.                              | „Oblivion”                      | 5:49                            |
| 2.                              | „Divinations”                   | 3:42                            |
| 3.                              | „Quintessence”                  | 5:29                            |
| 4.                              | „The Czar”                      | 11:02                           |
| 5.                              | „Ghost Of Karelia”              | 5:31                            |
| 6.                              | „Crack The Skye”                | 5:55                            |
| 7.                              | „The Last Baron”                | 13:05                           |

## Twórcy
Opracowano na podstawie materiału źródłowego.
| Zespół Mastodon w składzie - Troy Sanders – wokal, gitara basowa - Brann Dailor – perkusja, wokal - Brent Hinds – wokal, gitara elektryczna - Bill Kelliher – gitara elektryczna, wokal Dodatkowi muzycy - Derek Mitchka – gościnnie keyboard |  | Produkcja - Nick DiDia – miksowanie - Donny Phillips – oprawa graficzna - Devin Sarno – producent wykonawczy - Jason Fijal – produkcja DVD - David May – postprodukcja DVD - Cannon Kinnard – koordynacja produkcji - Frank Maddocks, Norman Wonderly – dyrektor kreatywny - Azuolas Sinkevicius, Chris Shepard, Mark Davie, Tom Tapley, Dave Hutbrown, John Skahill, Patrick Tillman – inżynieria - Andrew Dryer, Chad Cooper, Damon Hennessey, Jon Tichota, Mark Neidelson, Michael Turano, Pete Diagi – kamery |